# René Repasi
René Repasi (ur. 8 listopada 1979 w Karlsruhe) – niemiecki polityk, prawnik, nauczyciel akademicki, poseł do Parlamentu Europejskiego IX i X kadencji.

## Życiorys
Studiował prawo na Uniwersytecie Ruprechta i Karola w Heidelbergu i na Université Montpellier-I. Doktoryzował się w tej dziedzinie na pierwszej z tych uczelni. Pracował w Komisji Europejskiej i Trybunale Sprawiedliwości Unii Europejskiej, był też ekspertem prawnym w Europarlamencie. Był nauczycielem akademickim na uczelniach w Heidelbergu i Fuldzie, specjalizował się w zagadnieniach dotyczących prawa europejskiego. Od 2014 był koordynatorem EURO-CEFG, centrum badawczego do spraw zarządzania gospodarczego i finansowego przy trzech holenderskich uniwersytetach. W 2021 objął stanowisko profesora na Uniwersytecie Erazma w Rotterdamie, został też zastępcą kierownika katedry prawa międzynarodowego i UE na tym uniwersytecie.
W 1996 wstąpił do Socjaldemokratycznej Partii Niemiec. W lutym 2022 objął mandat deputowanego do Parlamentu Europejskiego IX kadencji, zastępując w nim Evelyne Gebhardt. Przystąpił do grupy Postępowego Sojuszu Socjalistów i Demokratów. Z powodzeniem ubiegał się o poselską reelekcję w 2024.